# Carmen Sánchez Lozano
Carmen Sánchez Lozano (Madrid, España, 19 de mayo de 2001) es una actriz española.

## Biografía
Se inició con 7 años en las artes escénicas en su natal España, participando en series de televisión como Dos de Mayo, Fuera de lugar, Cazadores de hombres y Física y Química. Pese a su corta edad, su habilidad para la actuación, el baile y el canto, le abrió las puertas a varios proyectos fílmicos. Entre el público español, se hizo conocida gracias a su papel de la malvada Duna en la serie Ángel o demonio emitida en 2011 por Telecinco. Se hizo popular en toda Europa por su actuación en la serie Alatriste que emitió en España la cadena Telecinco en 2015 y donde interpretó al personaje de Angélica. También destacó en las series de TVE El Ministerio del Tiempo e Isabel, donde interpretó a Juana la Beltraneja en su infancia. En 2013 se encontró en las grabaciones de la serie que emitió Telecinco El don de Alba, donde dio vida a Alicia, una niña que, tras sobrevivir a un incendio, tiene premoniciones.
Debutó en el cine en el año 2012 como protagonista en el largometraje La última isla de Dácil Pérez de Guzmán. Gracias a su actuación en dicha película, en agosto de 2012 recibió el premio a «Mejor actriz» en el Feel Good Film Festival 2012 de Los Ángeles. En 2014 ganó el premio a la mejor actriz en el Festival de Cine Social de Castilla-La Mancha por el cortometraje No hace falta que me lo digas.
En 2018 actuó por primera vez en una obra teatral, como protagonista de la comedia de medio formato Los influencers también lloran, dirigida por Víctor Santos.
En 2022 se incorpora a la serie de Netflix Hasta el cielo: La serie, adaptación del largometraje homónimo, y dirigida por Daniel Calparsoro.

## Series de televisión
| Serie                               | Papel                                                     | Cadena     | Año       | Notas        |
| ----------------------------------- | --------------------------------------------------------- | ---------- | --------- | ------------ |
| Pollos sin cabeza                   | Andrea                                                    | HBO Max    | 2023      | 5 episodios  |
| Hasta el cielo: La serie            | Marta                                                     | Netflix    | 2023      | 5 episodios  |
| El Ministerio del Tiempo            | Isabel II de España                                       | TVE        | 2015      | 1 episodio   |
| Las Aventuras del Capitán Alatriste | Angélica de Alquezar                                      | Telecinco  | 2015      | 13 episodios |
| El rey                              | Infanta Elena de Borbón                                   | Telecinco  | 2014      | 1 episodio   |
| El don de Alba                      | Alicia                                                    | Telecinco  | 2013      | 13 episodios |
| Isabel                              | Juana la Beltraneja                                       | TVE        | 2012-2013 | 8 episodios  |
| Ángel o demonio                     | Duna                                                      | Telecinco  | 2011      | 22 episodios |
| El internado                        | Vanesa Morales                                            | Antena 3   | 2010      | 3 episodios  |
| Acusados                            | Alba Espinosa                                             | Telecinco  | 2010      | 11 Episodios |
| La Duquesa                          | Cayetana Fitz-James Stuart, XVIII Duquesa de Alba de niña | Telecinco  | 2010      | TV movie     |
| Los misterios de Laura              | Niña Álvarez                                              | TVE        | 2009      | 1 episodio   |
| Cazadores de hombres                | Mireia Leal                                               | Antena 3   | 2008      | 1 episodio   |
| Física o Química                    | Alba Madrona                                              | Antena 3   | 2008      | 3 episodios  |
| Fuera de lugar                      | Luna                                                      | TVE        | 2008      | 8 episodios  |
| Dos de Mayo, Libertad de una nación | Vanesa Morales                                            | Telemadrid | 2008      | 6 episodios  |

## Filmografía
- Huidas y ausencias (2020) Dirigido por Rafael Alcázar. Personaje: Niña Psicóloga
- Hago bien en recordar (2014) Cortometraje, dirigido por César Roldán
- Los ojos amarillos de los cocodrilos (2014) Doblaje, personaje Chloe
- Método inocente (2013) Cortometraje, dirigido por Pedro Pérez Martí
- No hace falta que me lo digas (2012) Cortometraje, dirigido por los Hermanos Montejo. Protagonista como Olivia.
- La última isla (2012), Protagonista como Alicia.
- Esperas (2010) Mediometraje, dirigido por Juanma Carrillo
- El velo (2010) Cortometraje, dirigido por Escuela de Cine de Alcorcón, Protagonista como Sara.

## Teatro
- Las influencers también lloran (2018) Director: Victor Santos